# Aleksander Mańdok
Aleksander Mańdok – polski trener siatkówki, zdobywca medali mistrzostw Polski oraz Pucharu Polski z drużyną siatkarek BKS Stal Bielsko-Biała.
W sezonie 1981/1982 pełnił funkcję asystenta trenera Wiktora Kreboka w drużynie z Bielska-Białej. W sezonie 1982/1983 objął funkcję pierwszego trenera, zajmując szóstą lokatę w lidze. Drużynę prowadził do 30 listopada 1983, kiedy to ze względu na słabe wyniki (5 porażek, 1 zwycięstwo) zarząd klubu zatrudnił w jego miejsce trenera Lecha Balińskiego.
Od sezonu 1984/1985 ponownie został pierwszym trenerem Stali Bielsko-Biała. W sezonie 1986/1987 poprowadził drużynę do srebrnego medalu mistrzostw Polski.
W sezonie 1987/1988 pełnił funkcję koordynatora sekcji siatkówki BKS-u. W sezonie 1988/1989 powrócił do drużyny jaki pierwszy trener, zdobywając złoty medal mistrzostw Polski oraz Puchar Polski.

## Sukcesy
Mistrzostwa Polski:
- 1989[1]
- 1987

Puchar Polski:
- 1989[2]